# Doctor Arroyo
Doctor Arroyo là một đô thị thuộc bang Nuevo León, México. Năm 2005, dân số của đô thị này là 33269 người.